# 帝国ファシスト連盟

帝国ファシスト連盟 (The Imperial Fascist League, IFL) は、1929年にアーノルド・リースによって創設された、イギリスのファシズム運動団体。
IFLは、小規模な組織で、ムッソリーニの黒シャツ隊を真似て黒いシャツを着た武装闘争集団「ファシスト部隊」(Fascist Legions) を含めて、その構成員は数百名の範囲を超えることはなかった。当初はファシズムの語源であるファスケスをシンボルにしていたが、後にはナチズムとヒトラーに傾斜し、ナチスによるドイツの政権奪取後はイギリスの国旗にハーケンクロイツを配した。
同時代のイギリスファシスト党と同じように、IFL はイギリスの特殊性を盛り込んだファイズムの構築を目指した。その主張には、議会を改編し、職能別代表からなる下院と、指導者の指名する優れた人物からなる上院にすることなど、協調組合主義の理念が盛り込まれていた。反ユダヤ主義は IFL の中心的な党是であり、第二次世界大戦の開戦以前から、ユリウス・シュトライヒャーやウルリヒ・フライシュハウアーら有力なナチス党員たちとの接触があった。IFL の極右ぶりは突出しており、リースは、オズワルド・モズレー卿のイギリスファシスト連盟(BUF) についても、ユダヤ人の支配下にあると非難した (BUF をもじって「the British Jewnion of Fascists」と揶揄していた)。
リースのように比較的無名な人物ではなく、はるかに大きな社会的威信を備えていたモズレー卿が率いる BUF の登場によって、IFL は党員数の上で不振に陥った。BUF と IFL は、厳しく競いあうことになり、両陣営の支持者の間で、何度も暴力沙汰が起きた。結局、BUF は IFL では相手にならないほど強力になったが、第二次世界大戦の開戦にともなっていずれの党派もほとんど消滅してしまった。1940年以降、防衛規則18Bによってリースは収監された。戦後もリースは政治活動を続けたが、IFL が再結成されることはなかった。